# Марта Кубишова
Марта Кубишова (Чешке Буђејовице, 1. новембар 1942) чешка је певачица. У време Прашког пролећа 1968. године, била је једна од најпопуларнијих певачица у Чехословачкој, а њена песма Modlitba pro Martu (српски: "молитва за Марту")  је постала симбол националног отпора против окупације од стране Варшавског пакта 1968. године. 
Током Прашког пролећа, снимила је преко 200 синглова и један албум (чешки: Songy a Balady , српски: Песме и баладе), који су одмах забрањени. Седамдесетих и осамдесетих година њени јавни наступи су били забрањени у Чехословачкој, након лажне оптужбе да је снимила порнографски садржај.
Њен први албум након Плишане револуције је било ре-издање Songy a Balady и компилација старих песама, под називом Lampa.

## Биографија
Марта Кубишова је рођена 1. новембра 1942. године у Чешким Буђејовицама. Отац јој је био кардиолог а мајка домаћица . Када је имала 10 година, породица јој се преселила у Подјебради. Након завршене средње школе, запослила се у фабрици стакла у Подјебрадију. Њена музичка каријера је започела са плесном групом са којом је наступала у поподневним сатима у оближњем граду Нимбурку. Стигла је до финала у такмичењу Hledáme nové talenty (српски: Тражимо нови таленат), 1961. године. Наредне године губи посао у фабрици стакла и сели се у Плзењ, где наступа у Алфа Позоришту, у продукцији Лудвика Ашкеназија. Почела је сарадњу са Вацлавом Нецкаром и Хеленом Вондрачковом, познатим чешким музичарима током децембра 1965. године и оформиће групу Golden Kids (српски: Златна деца). Године 1966. освојила је награду Zlatý slavík (српски: Златни славуј), коју ће освојити и 1968. године и 1969. године, мада ће последњу примити у тајности, услед започете нормализације након Прашког пролећа. Последњи заједнички наступ Golden Kids имаће 27. јануара 1970. године у Острави.
У фебруару 1970. године, влада ће забранити њене јавне наступе, под изговором због наводне порнографије, на основу три лажиране и монтиране фотографије. Чак и након контратужбе за клевету, коју је добила, њена права су јој враћена тек падом комунистичке власти 1989. године. Током тог периода, могла је да наступа само у андреграунд наступима. Крајем осамдесетих, имала је аудицију да постане певачица андерграунд рок групе The Plastic People of the Universe, али тајна полиција је осујетила планове. 
Била је једна од потписница и портпарол Повеље 77 , те је она била под сталном присмотром и под погромом од стране комунистичке државне тајне полиције. 
Након дугог одсуства из јавности, 10. децембра 1988. године, појавила се на демонстрацијама за четрдесетогодишњицу потпистивања Универзалне декларације о људским правима, током које је певала чехословачку химну. Током Плишане револуције, 22. новембра 1989. године, певала је своју песму "Молитва за Марту" и чехословачку химну на Венцеловом тргу у Прагу. 
Након пада комунизма, враћа се у студио и поново издаје Songy a Balady а затим почиње и серију јавних наступа на преко 60 концерата у Чехословачкој, али и у Јапану, Паризу и Берлину. 
Добитница је низа државних почасти.

## Лични живот
Удавала се два пута. Први супруг јој је био Јан Немец, познати чешки редитељ, који је емигрирао у Сједињене Америчке Државе. Потом се удала за Јана Моравеца, такође познатог чешког редитеља. Имала је један побачај у осмом месецу трудноће, 1971. године. Добила је ћерку Катерину 1. јуна 1979. године. 

## Дискографија[5]

### Golden Kids
1. Micro magic circus (Supraphon, 1969)
2. Golden Kids 1 (Supraphon, 1970)

### Соло албуми
1. Songy a balady (1969, 1990, 1996)
2. Lampa (1990)
3. Někdy si zpívám (1991)
4. Songy a nalady (1993)
5. Reka vuni (1995)
6. Singly 1 (1996)
7. Buh vi (1996)
8. Nechte zvony znít (Singly 2) (1997)
9. Dejte mi kousek louky (Singly 3) (1998)
10. Modlitba (Singly 4) (1999)
11. Marta Kubisova v Ungeltu (1999)
12. Tajga Blues (Singly 5) (2000)
13. Ja jsem ja (2004)
14. Vitej, lasko (2005)
15. Vyznani (2010)
16. Touha jmenem Einodis (2013)
17. Magicky hlas rebelky (2014)
18. Soul (2016)

## Филмографија и ТВ
1. Pátrání po Ester (2005)
2. Kameňák 2 (2004)
3. Zdivočelá země II (2001)
4. Zpověď Ungelt (2000)
5. Noční hovory s matkou (1999)
6. Stalo se na podzim (1994)
7. Hodnota tváře (1992)
8. Zvláštní bytosti (1990)
9. Vražda ing. Čerta (1970)
10. Proudy lásku odnesou (1969) (TV)
11. Bylo čtvrt a bude půl (1968)
12. Kulhavý ďábel (1968)
13. Gramo / Hit 68 (1968) (TV)
14. Náhrdelník melancholie - Sedm písní Marty Kubišové (1968)
15. Jak se krade milión (1967)
16. Píseň pro Rudolfa III. (1967)
17. Mučedníci lásky (1966)
18. Vysílá studio A (1966)
19. Revue v mlze (1966)

## Награде
1. Zlatý slavík (1966, 1968,1969)
2. Медаља за заслуге Чешке републике (1995)
3. Почасна медаља Томаша Масарика (1998)
4. Орден двоструког белог крста (друге класе) Словачке републике (2018).